# UD Almería Stadium
El UD Almería Stadium, antiguamente denominado Estadio de los Juegos Mediterráneos, es un recinto deportivo de la ciudad de Almería, España, sede de los partidos de la U. D. Almería. Fue el estadio de los XV Juegos Mediterráneos de 2005 celebrados en Almería entre el 24 de junio y el 3 de julio de 2005, siendo su capacidad inicial de 15 000 espectadores. Tras varias modificaciones en el aforo, a principios de 2023 se colocaron unas gradas supletorias sobre las gradas de preferencia originales, ampliando así el aforo hasta los 16 503 espectadores. Posteriormente se retiraron las gradas supletorias de los fondos, aumentando de nuevo su aforo hasta los 18 331 espectadores.

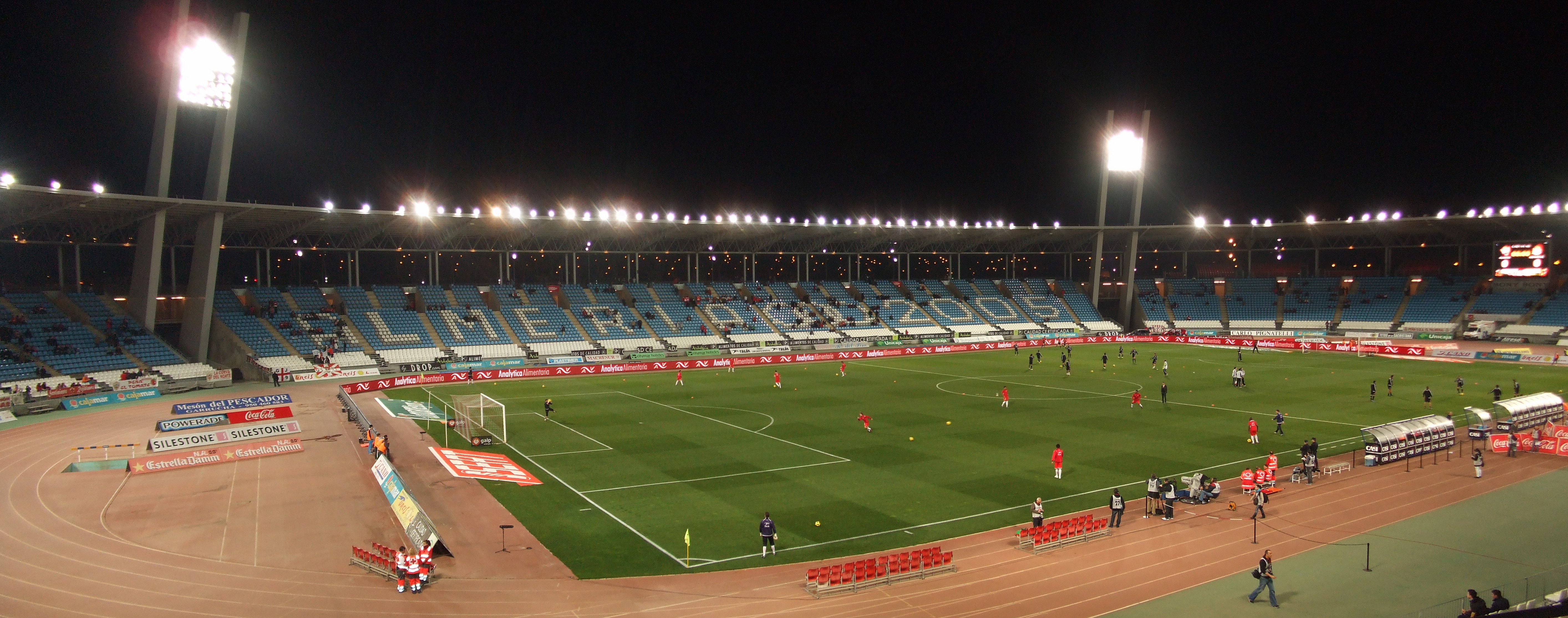
Vista del Estadio de los Juegos Mediterráneos desde la Tribuna Alta en el encuentro de Copa del Rey 2010/11 entre la U.D. Almería y el Deportivo de La Coruña

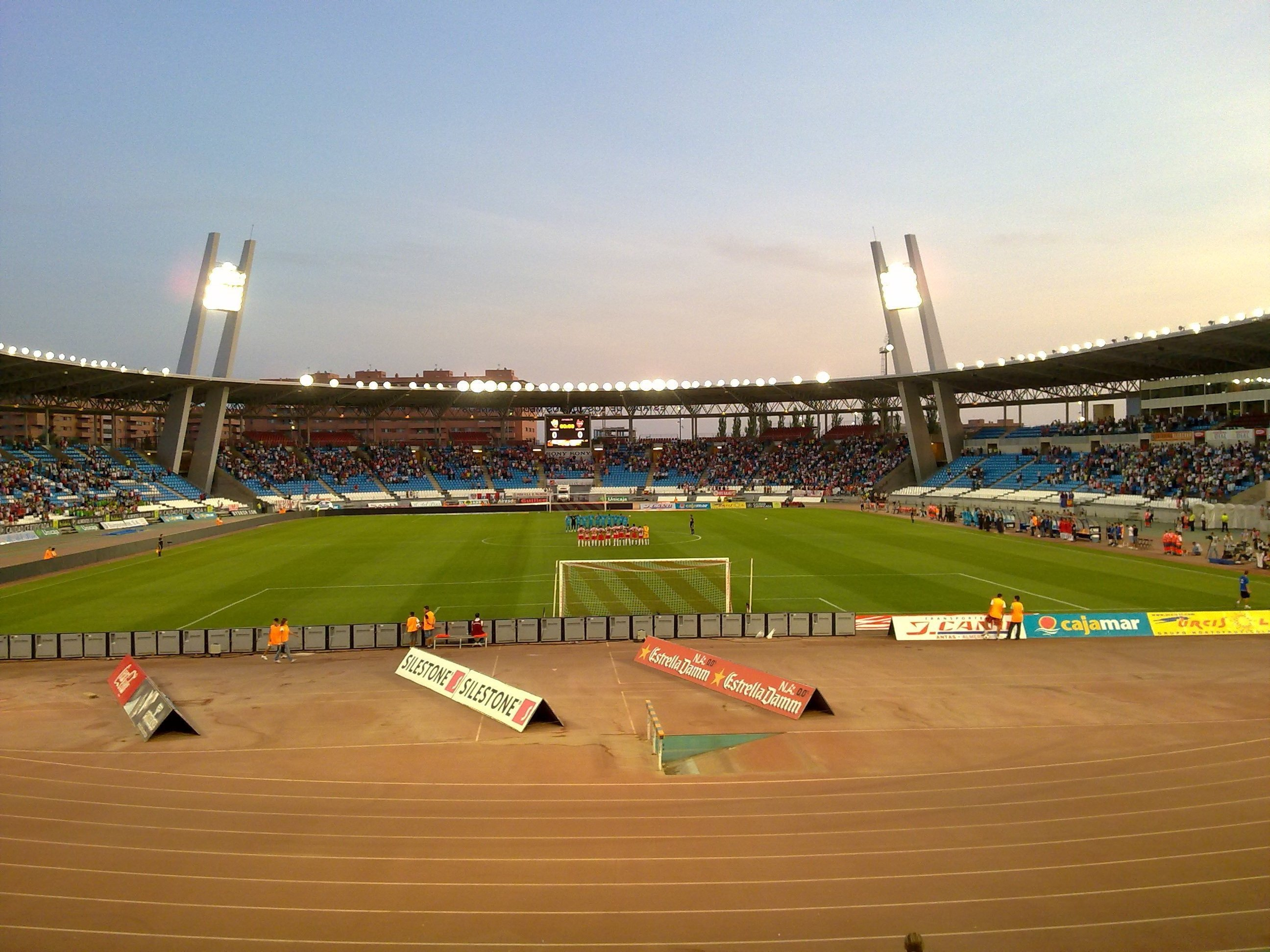
Vista desde el Fondo Norte Alto en el Estadio de los Juegos Mediterráneos del Partido de la Primera División de España 2010/11, entre el Almería y el Levante U. D.

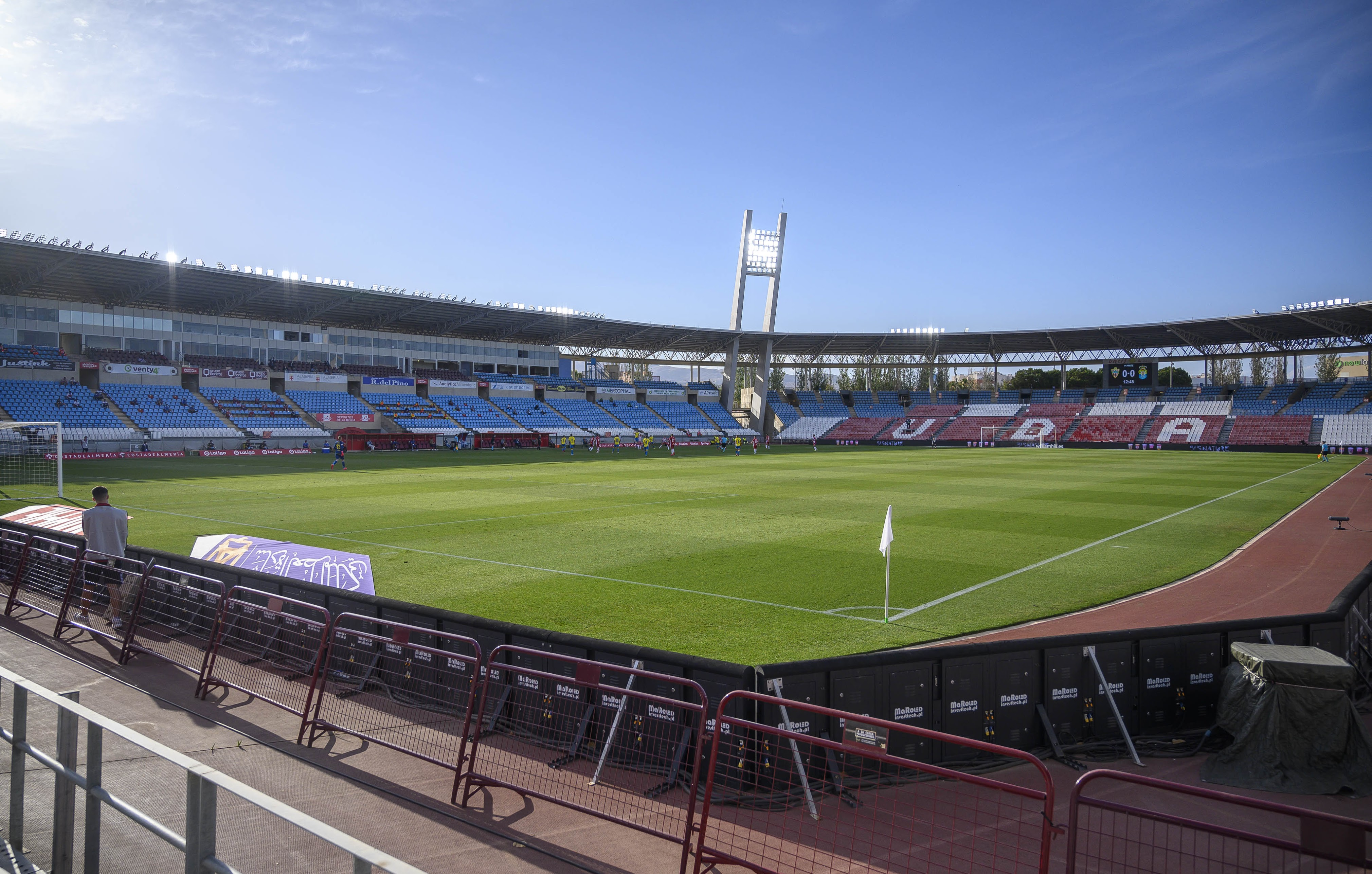
Partido disputado entre la U.D. Almería y la U. D. Las Palmas en junio de 2020. Es el primer partido oficial disputado a puerta cerrada de la historia del estadio

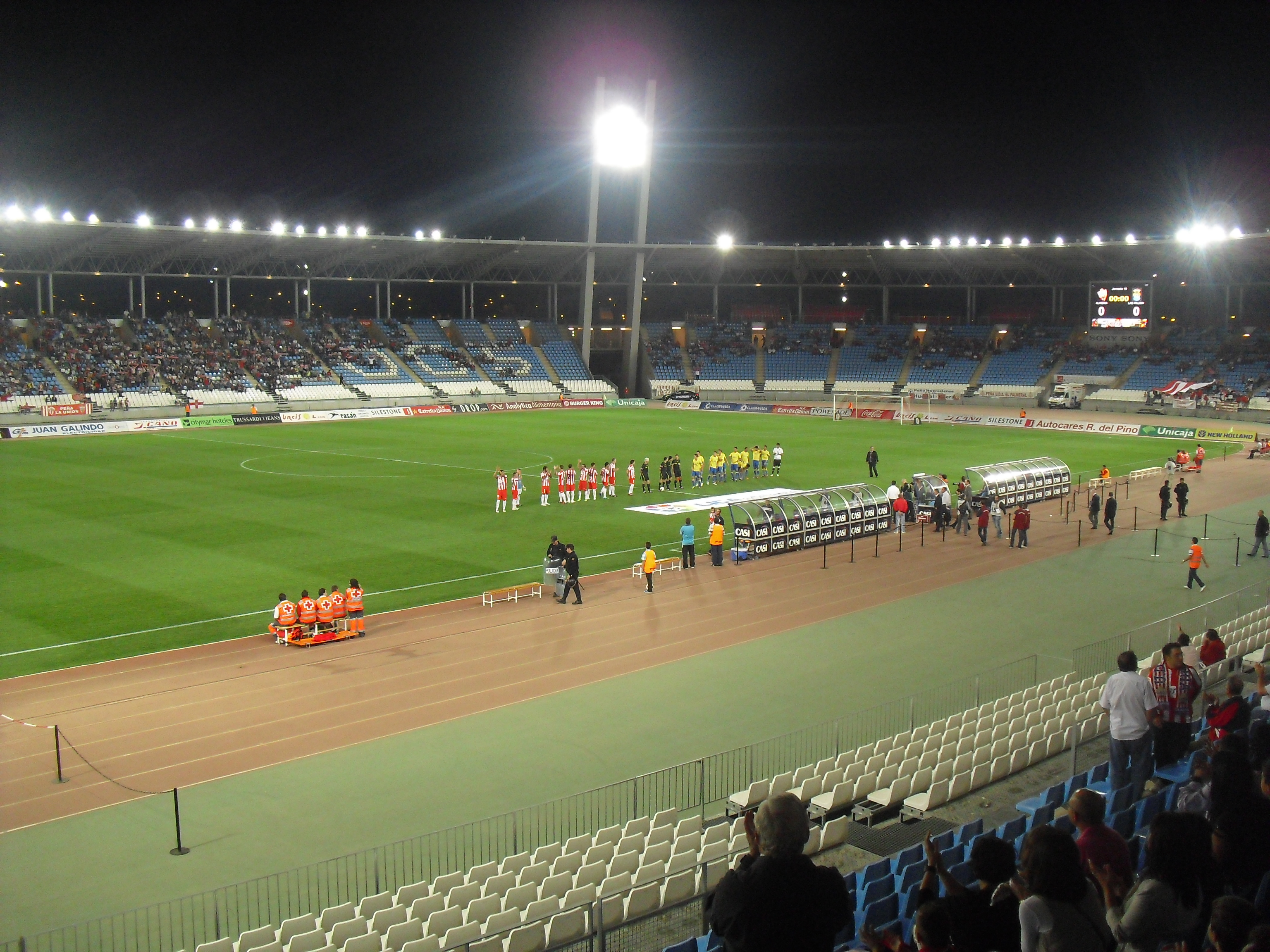
Vista del Estadio de los Juegos Mediterráneos desde la Tribuna Baja en el encuentro de Segunda División de España 2011/12 entre la U.D. Almería y la U. D. Las Palmas

## Historia

### Comienzos
Con una inversión de 21 millones de euros, realizada para los XV Juegos Mediterráneos Almería 2005, el recinto es gestionado por el Ayuntamiento. La U.D. Almería es su principal usuario y dispone del campo principal para entrenamientos y partidos, así como del anexo, de idénticas características, para la preparación del conjunto rojiblanco. Fue inaugurado el 31 de julio de 2004 con el Campeonato de España de Atletismo en 2004.
La instalación ocupa una superficie de 140 000 metros cuadrados, dispone de dos pistas de atletismo, una de ellas cubierta, salas de prensa, salas vip, vestuarios, jacuzzi y museo. Las medidas del terreno de juego son de 105 x 68 metros.
El estadio se encuentra situado en el barrio de la Vega de Acá, en la zona este de Almería, junto al cauce del Río Andarax, muy cercano al aeropuerto de la ciudad. Se trata de una zona en expansión en la que también se ubica el Palacio de Deportes.
El UD Almería Stadium (Estadio de los Juegos Mediterráneos) dispone de una sala vip que da acceso directo al palco de autoridades, además de otros palcos destinados a empresas o instituciones. El aforo inicialmente era de 15.000 espectadores, posteriormente ampliado a unos 23 000 con la colocación de gradas supletorias adicionales alrededor de todo el recinto. Tras la colocación de gradas supletorias tras las porterías en la zona ocupada por las pistas de atletismo se reducido nuevamente el aforo a 15 000 espectadores, dejándose de utilizar las originales gradas de fondo, muy alejadas del terreno de juego.
Durante la Fase I de remodelación del estadio se colocaron en un primer momento gradas supletorias sobre la preferencia aumentando el aforo a 16 503 espectadores. 
Con motivo de preparar el estadio para la Fase II de remodelación al comienzo de la temporada 2023/24 se retiraron las gradas supletorias existentes tras las porterías, utilizándose nuevamente los fondos originales, lo que hizo aumentar el aforo a los actuales 18 331 espectadores.

### Remodelación
El presidente de la U.D. Almería, Turki Al-Sheikh, a través de su director general Mohamed El Assy, 
anunció el 12 de agosto de 2019 en rueda de prensa que se realizarían obras para mejorar el UD Almería Stadium (Estadio de los Juegos Mediterráneos), dichas obras comprendían en una primera fase la remodelación, modernización y mejora de la infraestructura, y en la segunda fase el hundimiento del terreno de juego, el acercamiento de las gradas a este eliminando las pistas de atletismo y, por ende, la ampliación del aforo del estadio.
Apenas un año más tarde, el 19 de agosto de 2020, la U.D. Almería presentó el proyecto de remodelación del estadio indálico en el Ayuntamiento de Almería, en donde también presentó toda la documentación necesaria para conseguir la concesión administrativa de este recinto futbolístico por 75 años de duración, siendo el proyecto admitido a trámite pocos días después tras dar el Ayuntamiento de la capital almeriense el visto bueno y la correspondiente licencia administrativa para que se pudieran acometer las obras, las cuales fueron adjudicadas a las empresas almerienses AJCC Construcciones y Crealia.
Tan solo un mes y medio más tarde, el día 8 de octubre de 2020, la U.D. Almería presentó en sociedad y de manera oficial el proyecto de remodelación integral del Estadio de los Juegos Mediterráneos, y lo hacía en un acto llevado a cabo en un escenario sobre el propio césped del estadio, sobre el que se proyectó en unas pantallas gigantes el proyecto del club almeriensista. Dicho proyecto consta de dos fases a llevar a cabo en principio entre los años 2020 y 2021. La primera fase, con un coste de 5 millones de euros, se basa en la remodelación, adecentamiento y modernización de toda la zona exterior del estadio así como de las zonas interiores que no comprenden graderíos ni terreno de juego, es decir, oficinas, vestuarios, salas médicas, espacios interiores y fachada exterior entre otros aspectos, siendo la cubierta y la propia fachada exterior los puntos más llamativos por su radical cambio respecto a su forma original. Por último, la segunda fase de este importante proyecto, con un coste aún por desvelar, comprende uno de los mayores anhelos de la afición indálica: La eliminación de las pistas de atletismo. Esta obra se llevará a cabo excavando y hundiendo el nivel del terreno de juego entre 5 y 6 metros y rellenando ese espacio con un nuevo anillo de gradas, lo que conlleva un aumento notable del aforo del estadio. Cabe mencionar que durante la segunda fase de este proyecto de remodelación, también serán eliminadas las gradas supletorias que se hallaban en ambos fondos del estadio desde la temporada 2012/13 para la construcción de unos nuevos fondos que se unirán a los originales, los cuales ahora tendrán una mejor visión al estar en una posición más elevada respecto al terreno de juego.
Posteriormente, el día 27 de abril de 2021, el alcalde del Partido Popular de la ciudad de Almería, Ramón Fernández-Pacheco, comunicó oficialmente que se habían aprobado y firmado los pliegos para sacar a concesión el UD Almería Stadium (Estadio de los Juegos Mediterráneos), añadiendo además que: "Dentro de muy poco Almería cumpliría el sueño de contar con uno de los mejores estadios de fútbol de España".
Poco más tarde, en concreto el día 11 de junio de 2021, el proyecto entró en plazo de presentación de ofertas a través del Portal de Contratación Electrónica del Ayuntamiento de Almería y, tras 20 días transcurridos y un único proyecto presentado (el de la U.D Almería), el Estadio de los Juegos Mediterráneos pasó a ser gestionado por club almeriensista, haciéndose oficial el día 9 de agosto de 2021 tras la firma de la concesión del estadio por parte del Ayuntamiento de Almería a la U.D. Almería, rubricando dicho acuerdo el director general del club almeriensista, Mohamed El Assy, y el alcalde de la ciudad de Almería, Ramón Fernández-Pacheco. Dicha firma tuvo lugar la noche de 9 de agosto de 2021 en un evento realizado sobre el césped del propio estadio y al que estuvieron invitados varias autoridades y periodistas de la ciudad. Cabe mencionar que esta concesión quedó finalmente fijada en 25 años, por lo que de ese modo, el UD Almería Stadium (Estadio de los Juegos Mediterráneos) será gestionado por la U.D. Almería hasta agosto del año 2046.

### Cambio de nombre
El 6 de mayo de 2022 la U.D. Almería alcanza un acuerdo de patrocinio con la empresa austriaca de bebidas energéticas Power Horse (Power Horse Energy Drinks GmbH) para dar nombre al Estadio almeriense a partir del 1 de julio de 2022 y pasa a denominarse Power Horse Stadium, además ese acuerdo conlleva la publicidad en la parte trasera de la equipación de la próxima temporada.
El 30 de junio de 2024 finaliza el acuerdo de patrocinio de 2 años entre la empresa austríaca Power Horse Energy Drinks GmbH y la U. D. Almería, con lo cual el estadio cambia de nombre y pasa a denominarse UD Almería Stadium.

## Eventos nacionales e internacionales

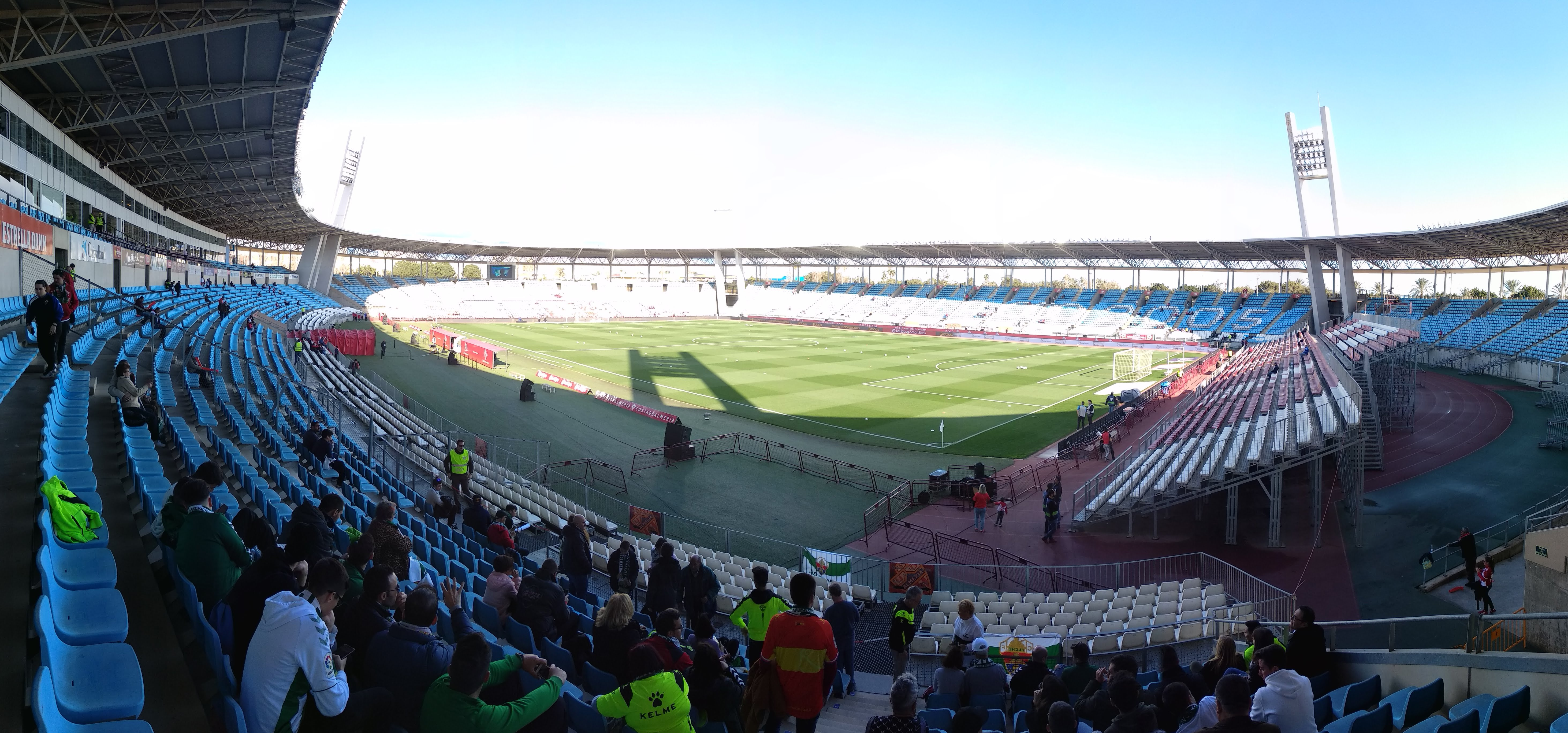
Panorámica del estadio de los Juegos Mediterráneos desde la tribuna baja en el encuentro que enfrentó a la Unión Deportiva Almería y al Elche Club de Fútbol

### Partidos de la selección española de fútbol
En febrero de 2005 la selección de fútbol de España disputó un partido oficial de clasificación para la Copa del Mundo 2006, frente a la selección nacional de San Marino, que terminó con el resultado de 5-0 a favor de la selección española.
El día 12 de noviembre de 2015 la Selección de fútbol sub-21 de España disputó un encuentro frente a la Selección de fútbol sub-21 de Georgia valedero para la clasificación a la Eurocopa Sub-21 de 2017
El 24 de marzo de 2022 la Selección de fútbol sub-21 de España jugó un partido amistoso contra la Selección de fútbol sub-21 de Suiza, con la victoria de los locales por 3-2, tras dos remontadas.

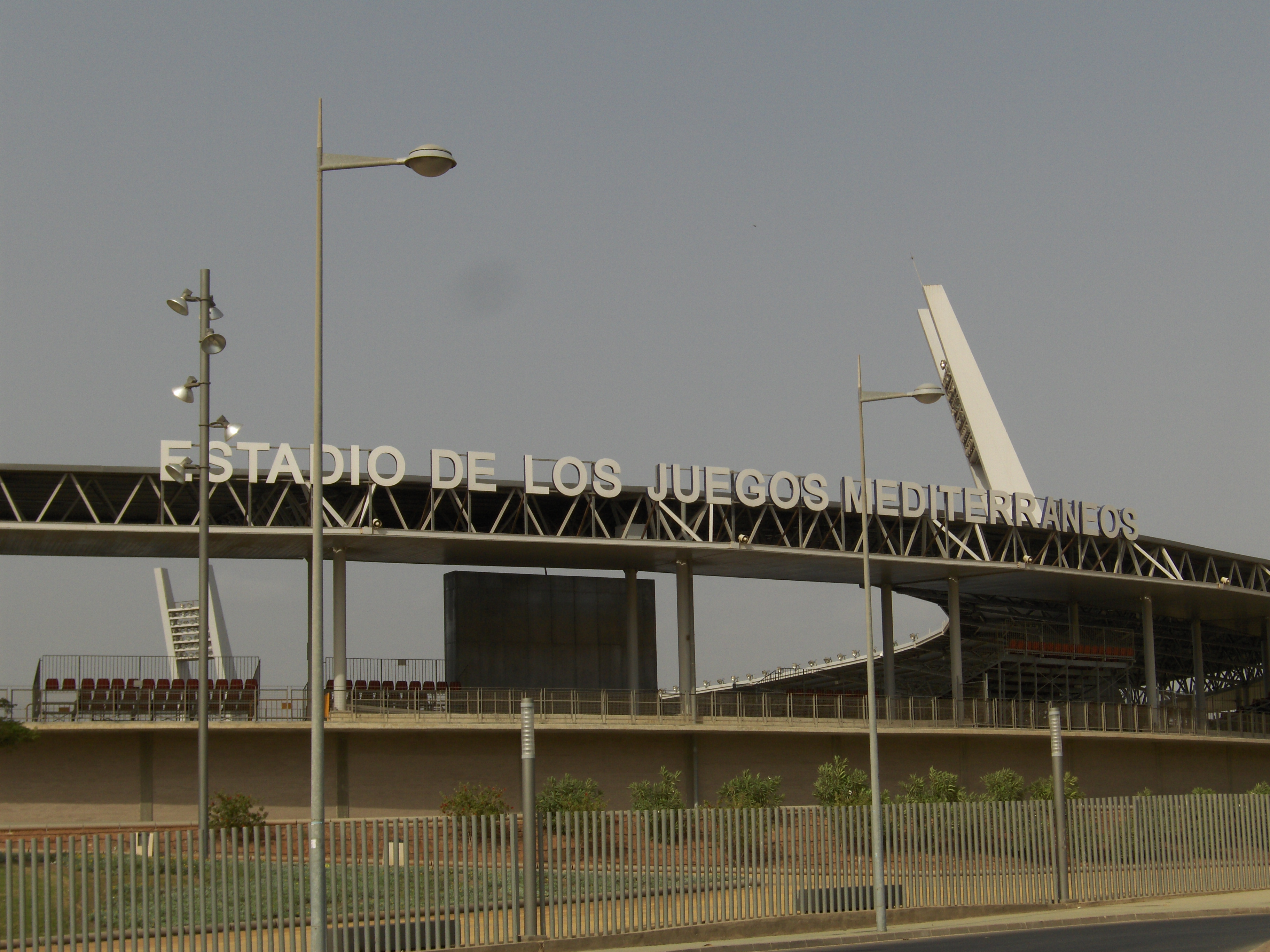
Vista exterior

### Supercopa de España femenina
Entre los días 12 y 16 de enero de 2021 el Estadio de los Juegos Mediterráneos acogió la Supercopa de España de fútbol femenino 2021, donde se disputaron las semifinales los días 12 y 13 de enero de 2021 y la final el día 16 de enero de ese mismo año. Los equipos participantes fueron Fútbol Club Barcelona, C. D. E. F. Logroño, Levante Unión Deportiva y Club Atlético de Madrid, siendo este último el vencedor del trofeo.

### Juegos Mediterráneos
En dicho estadio, durante los Juegos Mediterráneos de 2005 se celebraron tanto la ceremonia de inauguración, (23 de junio de ese mismo año), como la de clausura, (3 de julio), registrándose en ambas el lleno completo del estadio. También se disputó la final olímpica de fútbol en la que la selección española logró la medalla de oro ante 15 000 espectadores.